# Vpadina Kotël
Koordinaten: 73° 26′ S, 62° 20′ O
Die Vpadina Kotël (englische Transkription von russisch Впадина Котёл Wpadina Kotjol, deutsch ‚Kesselgraben‘) ist eine Depression im ostantarktischen Mac-Robertson-Land.
Russische Wissenschaftler benannten sie.